# Protypophaemyia haywardi
Protypophaemyia haywardi är en tvåvingeart som först beskrevs av Blanchard 1942.  Protypophaemyia haywardi ingår i släktet Protypophaemyia och familjen parasitflugor. Inga underarter finns listade i Catalogue of Life.